# Dear John (romance)
Dear John é um livro de 2007 escrito por Nicholas Sparks. O romance mais tarde recebeu uma adaptação para filme com o mesmo nome em 2010. Ele ficou na lista do mais vendidos da New York Times no seu ano de lançamento.

## História
John Tyree é um rapaz que está passando suas férias do serviço militar em Wilmington, Carolina do Norte, onde cresceu sob os cuidados do seu pai solteiro com síndrome de Asperger. Desde pequeno, eles tinham dificuldades em conversar e seu pai apenas mostrava interesse na sua coleção de moedas. Embora John soubesse que havia algo errado com ele, nunca o levou para um médico para saber o que era. Então, sentindo falta de uma boa orientação e de uma boa influência paterna em sua vida, John se alistou nas Forças Armadas dos Estados Unidos.
Nesse curto tempo na sua cidade natal, acaba se apaixonando pela estudante Savannah e eles decidem dar continuidade ao relacionamento através de cartas enquanto John estivesse no exército. Porém, com o tempo, as cartas começam a chegar atrasadas e as palavras se tornam frias. Até que, um dia, John recebe uma carta em que Savannah confessa que os dias que os dois passaram juntos foram ótimos, mas que estava apaixonada por outro homem. John fica bastante chateado, decidindo não voltar para casa e se dedicar totalmente ao trabalho.
Após um tempo, John tira uma licença para visitar seu pai, que está doente e acaba falecendo. Assim, após esse acontecimento, decide visitar Savannah para um esclarecimento do porque eles terminaram, e descobre que ela está casada com Tim, um amigo de infância. No entanto, Tim está com câncer e eles não têm dinheiro para realizar o tratamento recomendado. Quando John visita Tim no hospital com Savannah e ouve suas palavras, ele resolve vender a herança que seu pai lhe havia deixado para salvar a vida de Tim. Assim, John acaba descobrindo que o amor consegue transformar as pessoas de uma forma que ninguém pode imaginar.